# Newcastelia

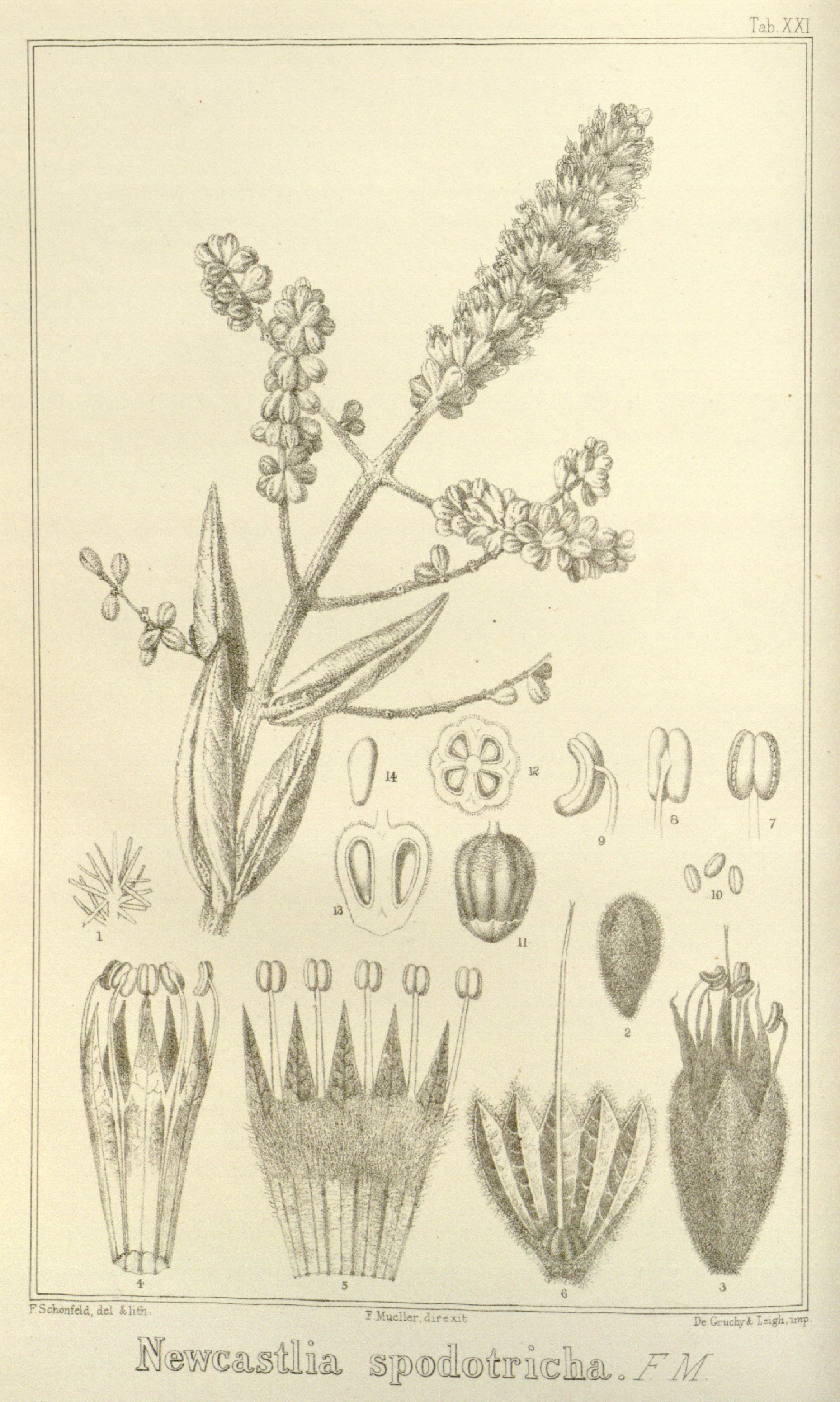
Newcastlia spodotricha en Ferdinand von Mueller, 1862 - 1: pelo dendroide, 2: flor inmadura, 3: flor madura, 4: corola y estambres, vista exterior, 5: corola abierta y extendida con los estambres, vista interior lateral, 6: cáliz abierta con ovario y pistilo, 7: antera vista frontal, 8: antera, vista dorsal, 9: antera, vista lateral, 10: polen, 11: ovario, viata exterior, 12: ovario tetralocular, sección longitudinal, 13: ovario tetralocular, sección transversal, 14: óvulo suelto.

Newcastelia es un género de plantas con flores con 10 especies aceptadas, de las 12 descritas, pertenecientes a la familia de las lamiáceas. Es un endemismo estricto de Australia.

## Descripción
Son arbustos o subarbustos siempreverdes que pueden llegar hasta los 4m de altura, con las ramitas de sección redondeada, cubiertos de un denso indumento lanudo formado por pelos ramificados/dendroides. Las hojas, sin estípulas, son de pequeñas a medianas, sésiles -pero no decurrentes-  o pecioladas, decusadas o organizadas en verticilos de 3  - raramente 4- , enteras, de bordes revolutos y lanudas por la haz. Las flores son solitarias u organizadas en inflorescencias terminales en densas y alargadas espigas ramificadas  -menos frecuentemente no ramificadas-  o en grupos subglobosos lanudos, en los dos casos con numerosas flores bibracteoladas, prácticamente actinomorficas, hermafroditas, sésiles o subsésiles, con el cáliz penta o hexalobulado -eventualmente con más lóbulos- exteriormente cubierto por una densa indumento lanudo purpúrea-grisáceo o amarillenta-dorada; mientras la corola, de color azul a purpúreo o amarillo a amarillento-blancuzco, tiene 4-6 -raramente más- lóbulos iguales, el tubo, recto, más largo o no que el cáliz y es interiormente tomentoso. El androceo comporta 5-6- rara vez más- estambres todos iguales y fértiles, exertos o insertos, implantados entre los lóbulos de la corola. El ovario, más o menos lobado y glabro, tiene un estilo con estigma casi entero o diminutamente bífido. El fruto es una núcula tetralocular globosa, seca, indehiscente y con 1-2 semillas.

## Taxonomía
El género ha sido creado por Ferdinand Jacob Heinrich von Mueller y descrito en Hooker's Journal of Botany and Kew Garden Miscellany, vol. 9, p. 22, 1857. Ulteriormente referido como Newcastlia por el mismo autor en Fragmenta Phytographiae Australiae, vol, 3, p. 21, Pl. XXI, 1862, donde describe y figura la especie tipo, Newcastlia cladotricha y N. spodotricha .
Etimología
- Newcastelia/Newcastlia: en honor a Henry Pelham Clinton, 5º Duque de Newcastle (1811–64), Secretario de Estado de las Colonias del Reino Unido de 1852 hasta 1854, y que proporcionó la financiación de la expedición a Australieae interioris de Augustus Charles Gregory en 1855, y de la cual Ferdinand von Mueller, el creador del género, era el botánico.

## Especies aceptadas
- Newcastelia bracteosa F.Muell.
- Newcastelia cephalantha F.Muell.
- Newcastelia cladotricha F.Muell.
- Newcastelia elliptica Munir
- Newcastelia hexarrhena F.Muell.
- Newcastelia insignis E.Pritz.
- Newcastelia interrupta Munir
- Newcastelia roseoazurea Rye
- Newcastelia spodiotricha F.Muell.
- Newcastelia velutina Munir[1]